# Polinomi de Newton-Gregory
Donats els valors {\displaystyle y_{0},y_{1},...,y_{n}} d'una funció corresponents als (n+1) valors equidistants {\displaystyle x_{0},x_{1},...,x_{n}} de la variable, es busca un polinomi de grau n:
{\displaystyle P_{n}=a_{o}+a_{1}(x-x_{0})+a_{2}(x-x_{0})(x-x_{1})+...+a_{n}(x-x_{0})(x-{x_{1}})}
que passi pels (n+1) parells de coordenades.
Els coeficients {\displaystyle a_{0},a_{1},a_{2},...,a_{n}} s'obtenen sometent la paràbola corresponent a {\displaystyle P_{n}(x)} les n+1 condicions en les que passa pels punts {\displaystyle A_{0},A_{1},...,A_{n}}.
El polinomi de Gregory-Newton (ascendent) expressat formalment per:
{\displaystyle p_{n}(x)=y_{0}+{\frac {x-x_{0}}{h}}\Delta y_{0}+{\frac {(x-x_{1})\cdot (x-x_{0})}{2\cdot h^{2}}}\Delta ^{2}y_{0}+...+{\frac {(x-x_{n-1})...(x-x_{1})\cdot (x-x_{0})}{n!\cdot h^{n}}}\Delta ^{n}y_{0}}
s'utilitza Normalment per trobar l'expressió del polinomi derivada, amb dades equidistants interpolades.